# Parasolymus
Parasolymus – rodzaj chrząszczy z rodziny kózkowatych i podrodziny zgrzypikowych. 

## Zasięg występowania
Przedstawiciele tego rodzaju występują w Afryce Wschodniej, w Kenii i Tanzanii.

## Systematyka
Do Parasolymus należą 2 gatunki:
- Parasolymus multiguttatus
- Parasolymus sjoestedti